# Phyllotetranychus
Phyllotetranychus är ett släkte av spindeldjur. Phyllotetranychus ingår i familjen Tenuipalpidae.
Kladogram enligt Catalogue of Life:
| Phyllotetranychus | \| \| Phyllotetranychus aegyptium \| \| \| \| \| \| Phyllotetranychus romaine \| \| \| \| |
|                   | \| \| Phyllotetranychus aegyptium \| \| \| \| \| \| Phyllotetranychus romaine \| \| \| \| |
|                   | Phyllotetranychus aegyptium                                                               |
|                   |                                                                                           |
|                   | Phyllotetranychus romaine                                                                 |
|                   |                                                                                           |